# Будинок Малоросійського поштамту
Будинок Малоросійського поштамту — будинок в стилі класицизму, пам'ятка історії, мистецтва та архітектури у Полтаві, розташований у південно-західному секторі Круглої площі між вулицями Лідова і В'ячеслава Чорновола. Пам'ятка архітектури першої половини XIX століття — внесений до реєстру пам'яток архітектури національного значення.
Історія Малоросійського поштамту тісно пов'язана з історією розвитку всієї поштової системи Російської імперії. В кінці XVIII століття в розпорядженні Головного поштових справ управління було створено чотири поштамти: Петербурзький, Московський, Малоросійський і Прикордонний. Малоросійський поштамт був створений відповідно до Височайшого указу про реорганізацію Київської обер-почтмейстерської контори в поштамт з передачею йому усіх губернських контор і поштових станцій на території України. Після указу від 27 лютого 1802 року, відповідно до якого Малоросійська губернія розділялася на Полтавську і Чернігівську, було прийняте рішення про перенос частини центральних установ Малоросійської губернії в Полтаві. Будинок Малоросійського поштамту спочатку планувалося побудувати в Чернігові, але завдяки клопотанню генерал-губернатора князя Олексія Куракіна був одержаний дозвіл будувати поштамт також у Полтаві.
Проект поштамту був розроблений академіком Петербурзької академії мистецтв Є. Т. Соколовим. Це була одна з перших споруд ансамблю Круглої площі — її будівництво завершилося у 1809 році. Первісно будинок складався з головного мурованого двоповерхового корпусу з шестиколонним портиком і двох одноповерхових флігелів, витриманих у стильових класицистичних формах.
Для початку XIX століття поштамт був досить складним підприємством зв'язку, яке здійснювало прийом не тільки листівок, а й пакетів і посилок. Діяли канцелярія поштамту, рахункова експедиція, експедиція прийому грошей і посилок, іноземна, секретна експедиції тощо. Але губернський поштамт пропрацював у Полтаві недовго — у 1822 році він був переведений до Чернігова.
З 13 грудня 1822 року в будинку розташовувалася Перша полтавська чоловіча гімназія, потім повітове училище і притулок для дітей збіднілих дворян («Призріваємий наказом будинок виховання бідних дворян»). 6 грудня 1841 року Будинок виховання бідних дворян був скасований, а його вихованці переведені у шляхетний пансіон при гімназії, який діяв у флігелі до свого закриття 5 червня 1865 року. Повітове училище розміщалося спочатку в центральному корпусі. а згодом було також переміщене у флігель, в якому діяло аж до 1899 року, коли флігель знесли.
Перша чоловіча гімназія проіснувала в цьому будинку до 1861 року, коли для неї збудували новий будинок. З 1866 року в будинку діє Маріїнське жіноче училище 1-го розряду, яке 1870-го перетворене на 7-класну жіночу гімназію. Після 1877 року будинок перебудовано: розібраний портик і бічні флігелі, натомість добудовано бічні крила, фасад декоровано у стилі неоренесансу.
Гімназія була закрита після встановлення радянської влади у 1919 році. У радянський час тут містилася 2-а жіноча школа.
У 1943 році будинок згорів. Відбудований у 1960–1963 роках у формах, близьких до первісних, за проєктом архітектора Л. С. Вайнгорта. З 1963 року в будинку діяв міський комітет партії (комуністичної) та міськком ЛКСМУ.
Після здобуття Україною незалежності будинок переданий під міську школу мистецтв. З 2005 року це «Мала академія мистецтв імені Р. О. Кириченко». На фасаді будинку встановлено меморіальну дошку на честь знаменитої полтавської співачки Раїси Опанасівни Кириченко. У 2009 році з нагоди 200-річчя з дня народження Миколи Гоголя на будинку також встановлено пам'ятну дошку з написом «На цьому місці на початку XIX століття було Полтавське повітове училище, у якому протягом 1818—1819 років навчався всесвітньо відомий майстер художнього слова великий письменник та прославлений мислитель Микола Васильович Гоголь».